# Phthirusa theloneura
Phthirusa theloneura är en tvåhjärtbladig växtart som beskrevs av August Wilhelm Eichler. Phthirusa theloneura ingår i släktet Phthirusa och familjen Loranthaceae. Inga underarter finns listade i Catalogue of Life.